# Семейка Тененбаум
«Семейка Тененбаум» (англ. The Royal Tenenbaums) — американская драматическая комедия режиссёра Уэса Андерсона. Премьера картины состоялась 5 октября 2001 года на Нью-Йоркском кинофестивале.

## Сюжет
Фильм повествует о семье Тененбаум — некогда крепкой и успешной.
В семье Тененбаум трое детей, все они достигли больших успехов в очень юном возрасте. Марго получила награду за пьесу, написанную в девятом классе, Чес — выдающийся финансист, Ричи чемпион по теннису и художник. Разочарования и неудачи настигают семью Тененбаум после того, как Роял объявляет о разводе.
Через 22 года Роял Тененбаум — отец семейства, предпринимает попытки вернуться к своей жене Этель, узнав, что её зовёт замуж Генри Шерман. Чтобы быть более убедительным, Роял притворяется больным раком. В дом возвращаются их дети: Чес, помешанный на безопасности двух своих детей, Ричи, бывший теннисист, и приёмная дочь Марго, замкнутая в себе девушка. Одной из основных сюжетных линий является любовь Ричи к Марго, из-за замужества которой он страдает. Муж Марго, Рейли Сент-Клер — невропатолог, узнает, что она имеет связь с Илаем Кэшем — писателем и другом семьи Тененбаум.

## В ролях
| Актёр            | Роль              |
| ---------------- | ----------------- |
| Джин Хэкмен      | Роял Тененбаум    |
| Анжелика Хьюстон | Этелина Тененбаум |
| Гвинет Пэлтроу   | Марго Тененбаум   |
| Бен Стиллер      | Чес Тененбаум     |
| Люк Уилсон       | Ричи Тененбаум    |
| Оуэн Уилсон      | Илай Кэш          |
| Дэнни Гловер     | Генри Шерман      |
| Билл Мюррей      | Рейли Сент-Клер   |
| Эндрю Уилсон     |                   |
| Алек Болдуин     | рассказчик        |

## Награды и номинации
| Премия                         | Категория                                              | Номинант                  | Результат |
| ------------------------------ | ------------------------------------------------------ | ------------------------- | --------- |
| «Оскар»                        | Лучший оригинальный сценарий                           | Уэс Андерсон, Оуэн Уилсон | Номинация |
| «Золотой глобус»               | Лучшая мужская роль — комедия или мюзикл               | Джин Хэкмен               | Победа    |
| BAFTA                          | Лучший оригинальный сценарий                           | Уэс Андерсон, Оуэн Уилсон | Номинация |
| «Выбор критиков»               | Лучший актёрский состав                                |                           | Номинация |
| Берлинский кинофестиваль       | Золотой медведь                                        | Уэс Андерсон              | Номинация |
| «Спутник»                      | Лучший фильм — комедия или мюзикл                      |                           | Номинация |
| «Спутник»                      | Лучшая мужская роль — комедия или мюзикл               | Джин Хэкмен               | Номинация |
| «Спутник»                      | Лучшая мужская роль второго плана — комедия или мюзикл | Бен Стиллер               | Номинация |
| «Спутник»                      | Лучшая мужская роль второго плана — комедия или мюзикл | Оуэн Уилсон               | Номинация |
| «Спутник»                      | Лучшая женская роль второго плана — комедия или мюзикл | Анжелика Хьюстон          | Номинация |
| «Спутник»                      | Лучшая женская роль второго плана — комедия или мюзикл | Гвинет Пэлтроу            | Номинация |
| Премия Гильдии сценаристов США | Лучший оригинальный сценарий                           | Уэс Андерсон, Оуэн Уилсон | Номинация |